# Eucalyptus Hills (Kalifornija)
Eucalyptus Hills je naseljeno područje za statističke svrhe u američkoj saveznoj državi Kalifornija. Prema popisu stanovništva iz 2010. u njemu je živjelo 5,313 stanovnika.